# Klub Paryski

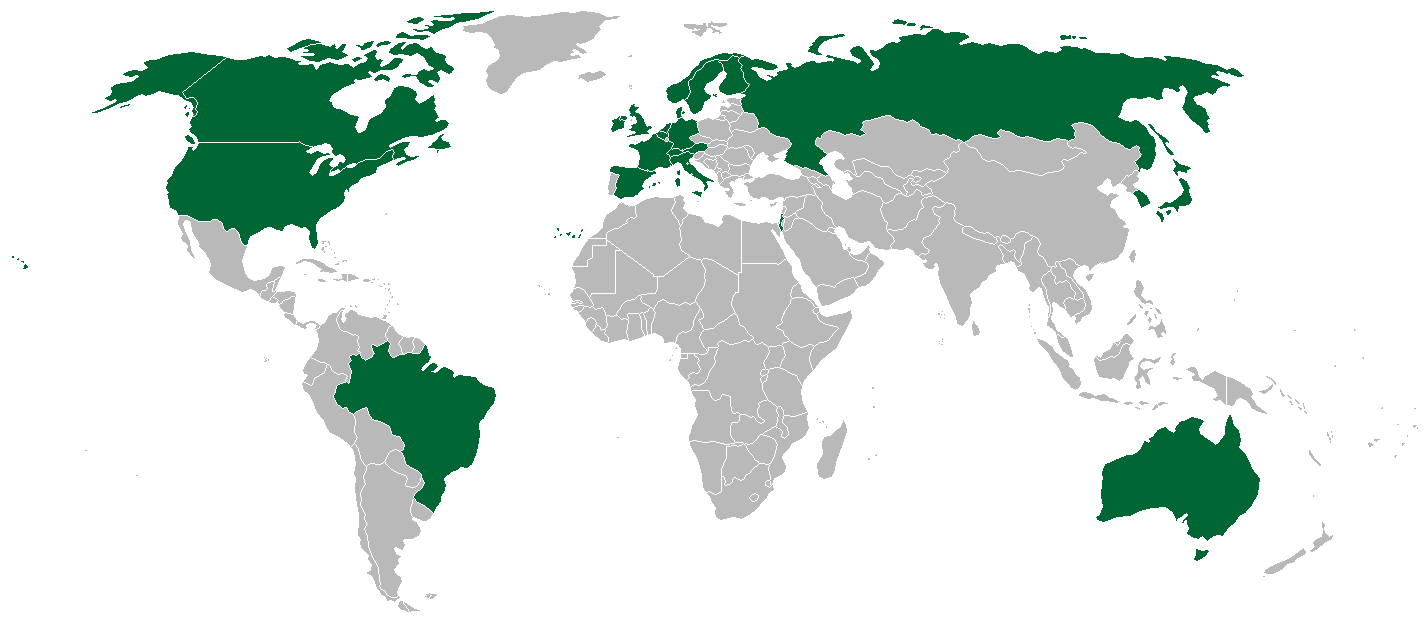
Członkowie Klubu Paryskiego

Klub Paryski – nieformalna grupa wysokich urzędników do spraw finansów z 19 najbogatszych państw świata, która zajmuje się usługami finansowymi, jak restrukturyzacja i umarzanie długów państw. Dłużnicy są zwykle rekomendowani przez Międzynarodowy Fundusz Walutowy, gdy zawiodą inne metody oddłużania.
Pierwsze spotkanie Klubu miało miejsce w 1956 roku, gdy negocjacje podjęła Argentyna. Klub spotyka się regularnie ok. 10 razy w roku w siedzibie francuskiego ministerstwa gospodarki, finansów i przemysłu w Paryżu. Klub jest obsługiwany przez stały sekretariat wyznaczony przez francuskie ministerstwo skarbu.

## Klub Paryski a zadłużone państwa

### Polska
Pierwsze kontakty Polski z Klubem Paryskim, w którym były reprezentowane rządy – wierzyciele, podjęte zostały w 1980 roku. 27 kwietnia następnego roku podpisano porozumienie o refinansowaniu zobowiązań o wartości 2,2 mld USD, przypadających na 1981 rok. Kolejne umowy były zawierane 15 lipca 1985 (dotyczyła refinansowania kwoty 10,2 mld USD), 16 grudnia 1987 (8,5 mld USD) i 16 lutego 1990 (odroczenie spłaty 9,4 mld USD na lata 1997-2004 – 8 lat spłat po 6-letniej karencji).
Przełom przyniosły zmiany po roku 1989. Rozmowy z rządowymi wierzycielami z tzw. Klubu Paryskiego trwały do 1991 roku, kiedy wreszcie rząd polski podpisał „protokół uzgodnień w sprawie redukcji i reorganizacji zadłużenia RP”. Objął on wszystkie zobowiązania Polski wobec 17 wierzycieli z tytułu kredytów długo- i średnioterminowych, które zostały zaciągnięte do końca 1983 roku (na koniec 1990 r. zadłużenie wobec państw Klubu Paryskiego wynosiło 32,778 mld USD). Zgodnie z umową miało zostać zredukowane 50% skumulowanej wartości długu (razem z należnymi odsetkami za lata następne). Ponadto Klub Paryski przychylił się do propozycji Polski stwarzając możliwość zastosowania mechanizmu konwersji części długu (do 10% czyli ok. 3 mld USD) na cele ekologiczne, uzgodnione w umowach bilateralnych między Polską a poszczególnymi krajami wierzycielskimi.
W I etapie, rozpoczętym w kwietniu 1991 umorzono 6,9 mld USD odsetek oraz 2,9 mld USD kapitału zadłużenia. W II etapie (realizowanym od kwietnia 1994), wierzyciele mieli do wyboru 3 opcje: redukcja kapitału i konieczność spłaty odsetek w pełnej wysokości od zredukowanego kapitału, redukcja odsetek naliczonych od całego kapitału według stopy rynkowej oraz wariant mieszany czyli redukcja 50% kwoty należnych odsetek za lata 1994–2003, ale pozostałe 50% odsetek miało być skapitalizowane i następnie spłacane w 22 równych, półrocznych ratach wraz z kapitałem. Z pierwszej opcji skorzystali: USA, RFN, Wielka Brytania, Holandia, Finlandia i Szwecja, a na drugą zdecydowali się: Austria, Belgia, Brazylia, Kanada, Dania, Francja, Włochy, Japonia, Norwegia, Hiszpania i Szwajcaria. Wariant mieszany dotyczył tylko 1/10 długu wobec Japonii. W sumie redukcja kapitału zadłużenia wynosiła ok. 6 mld USD, (łącznie z kwotą 2,9 mld USD z I etapu), a ostateczna kwota zredukowanych odsetek będzie znana po spłacie wszystkich rat odsetkowych (w 1994 szacowano korzyści z tytułu redukcji odsetek na 1 mld USD rocznie).
Dług Polski wobec członków Klubu Paryskiego na koniec 1994 wynosił 26 818,28 mln USD (już z uwzględnieniem redukcji kapitału):
| Państwo         | Kwota mln USD | Udział % |
| --------------- | ------------- | -------- |
| Francja         | 4 874,22      | 18,17    |
| Brazylia        | 3 731,41      | 13,91    |
| Austria         | 3 536,86      | 13,19    |
| RFN             | 3 401,05      | 12,68    |
| Kanada          | 2 708,83      | 10,10    |
| Japonia         | 1 681,26      | 6,27     |
| Włochy          | 1 647,30      | 6,14     |
| USA             | 1 590,77      | 5,93     |
| Wielka Brytania | 1 441,19      | 5,37     |
| Szwajcaria      | 514,40        | 1,92     |
| Holandia        | 390,28        | 1,46     |
| Szwecja         | 347,25        | 1,29     |
| Belgia          | 325,11        | 1,21     |
| Norwegia        | 269,81        | 1,01     |
| Dania           | 190,62        | 0,71     |
| Hiszpania       | 92,26         | 0,34     |
| Finlandia       | 75,66         | 0,28     |
| RAZEM           | 26 818,28     | 100,00   |

Harmonogram spłat zgodnie z porozumieniem z Klubem Paryskim został dostosowany do przewidywanych zdolności płatniczych Polski, dlatego w pierwszych trzech latach płatności były niewielkie, dzięki ograniczeniu spłat odsetek do 20 proc. i karencji rat kapitału. Spłata całego zadłużenia miała nastąpić do 2014 r.
W ramach ekokonwersji długu, Polska otrzymała na przedsięwzięcia w ochronie środowiska kwotę 571 mln USD. Środkami tymi zarządza EkoFundusz, otrzymując je w rocznych ratach w latach 1992–2010 (na podstawie umów z USA, Francją, Szwajcarią, Szwecją, Włochami i Norwegią).
W roku 2001 za kwotę 2,5 mld USD wykupiono przed terminem dług wobec Brazylii o wartości nominalnej 3,3 mld USD.
Dług Polski wobec Klubu Paryskiego na początku 2005 wynosił ok. 11,4 mld EUR (15,575 mld USD), z czego ok. 2,1 mld EUR przypadało planowo do spłaty w roku 2005. Większość pozostałego zadłużenia miała zostać spłacona w najbliższych latach, do 2009 włącznie (jedynie ok. 70 mln EUR – w latach 2010 – 2014).
Harmonogram spłat rat kapitałowych w Klubie Paryskim (stan na 31.12.2004):
- 2005 r. – 2625 mln USD
- 2006 r. – 3072 mln USD
- 2007 r. – 3570 mln USD
- 2008 r. – 4072 mln USD
- 2009 r. – 2141 mln USD
- 2010 r. – 19 mln USD
- 2011 r. – 20 mln USD
- 2012 r. – 21 mln USD
- 2013 r. – 23 mln USD
- 2014 r. – 12 mln USD

W 2005 Polska podjęła kroki w celu przedterminowej spłaty wobec wierzycieli z Klubu Paryskiego. 31 marca 2005 spłacono przed terminem część zobowiązań. Łączna wartość zobowiązań objętych przedterminowym wykupem wynosiła około 3,27 mld EUR, co stanowiło blisko 29% zadłużenia Polski wobec szesnastu państw wierzycielskich reprezentowanych w Klubie Paryskim. Uwzględniając należne odsetki i raty kapitałowe, wierzyciele z Klubu Paryskiego otrzymali w 2005 środki o równowartości około 4,34 mld EUR.
W całości zostało wtedy spłacone zadłużenie wobec Danii, Finlandii, Holandii, Republiki Federalnej Niemiec i Wielkiej Brytanii. Dodatkowo podpisano umowę dotyczącą spłaty części zadłużenia wobec Kanady. W późniejszym czasie zawarto umowy z kolejną grupą państw, które wyraziły zgodę na wcześniejszą spłatę zadłużenia, tzn. z Hiszpanią, Stanami Zjednoczonymi, Szwajcarią i Szwecją. Na państwa te przypadało łącznie około 10% wszystkich możliwych do objęcia przedterminową spłatą zobowiązań wobec Klubu Paryskiego. Polskie Ministerstwo Finansów poprowadziło też dalsze rozmowy z pozostałymi państwami wierzycielskimi, które na ten czas nie przedstawiły jeszcze swego ostatecznego stanowiska wobec propozycji przedstawionej przez Polskę. Część państw wyraziła swój brak zainteresowania, w szczególności były to Japonia i Belgia (rezygnacja z wysokich odsetek powiększyłaby ich deficyty budżetowe), ostatecznie jednak i one dały się przekonać.
Wykup zadłużenia wobec Klubu Paryskiego został sfinansowany poprzez emisje obligacji zagranicznych. Głównym uzasadnieniem dla przedterminowego wykupu zadłużenia wobec Klubu Paryskiego było dążenie do lepszego rozłożenia terminów spłat zadłużenia zagranicznego i zmniejszenie w ten sposób ryzyka refinansowania tych zobowiązań.
Dnia 31 marca 2009 Polska ostatecznie spłaciła wszystkie swoje zobowiązania wobec Klubu Paryskiego (z wyjątkiem 118 mln USD zobowiązań wobec Japonii, które będą spłacane zgodnie z harmonogramem do roku 2014).